# Жільбер д'Ессайі
Жільбер д'Ессайі (фр. Gilbert d'Aissailly; д/н — 19 вересня 1183) — 4-й великий магістр ордену госпітальєрів в 1162—1170 роках.

## Життєпис
Походження достеменно невідомо, більшість розглядає його як французького шляхтича. Втім ймовірно був підданим короля Англії. Дата народження невідома.
1162 року, коли його було обрано великим магістром, Жільбер д'Ессайі мав похилий вік. Можливо брав участь у хрестових походах. Перша письмова згадка відноситься до 1166 року, коли отримав в дарунок для ордену госпітальєрів землі від Раймунда V, графа Тулузи.
Вирушив до Палестини, де зумів отримати землі для ордену в графстві Триполі та князівстві Антіохійському, зокрема 1168 року місто-фортецю Апамею, замок Бельвуар тощо.
В 1168—1169 роках підтримував походи Амальріка I, короля Єрусалиму, проти Єгипту. Втім зрештою хрестоносці зазнали відчутної поразки, що, між іншим, послабило фінанси та престиж ордену госпітальєрів. Після цього через поранення, похилий вік або під тиском оточуючих Жільбер д'Ессайі подав у відставку.
Ймовірно через деякий час повернувся до Європи. Потонув Жільбер д'Ессайі 1183 року, коли морем намагався переправитися з порту Дьєпп до Англії.